# MTV Awards 2013

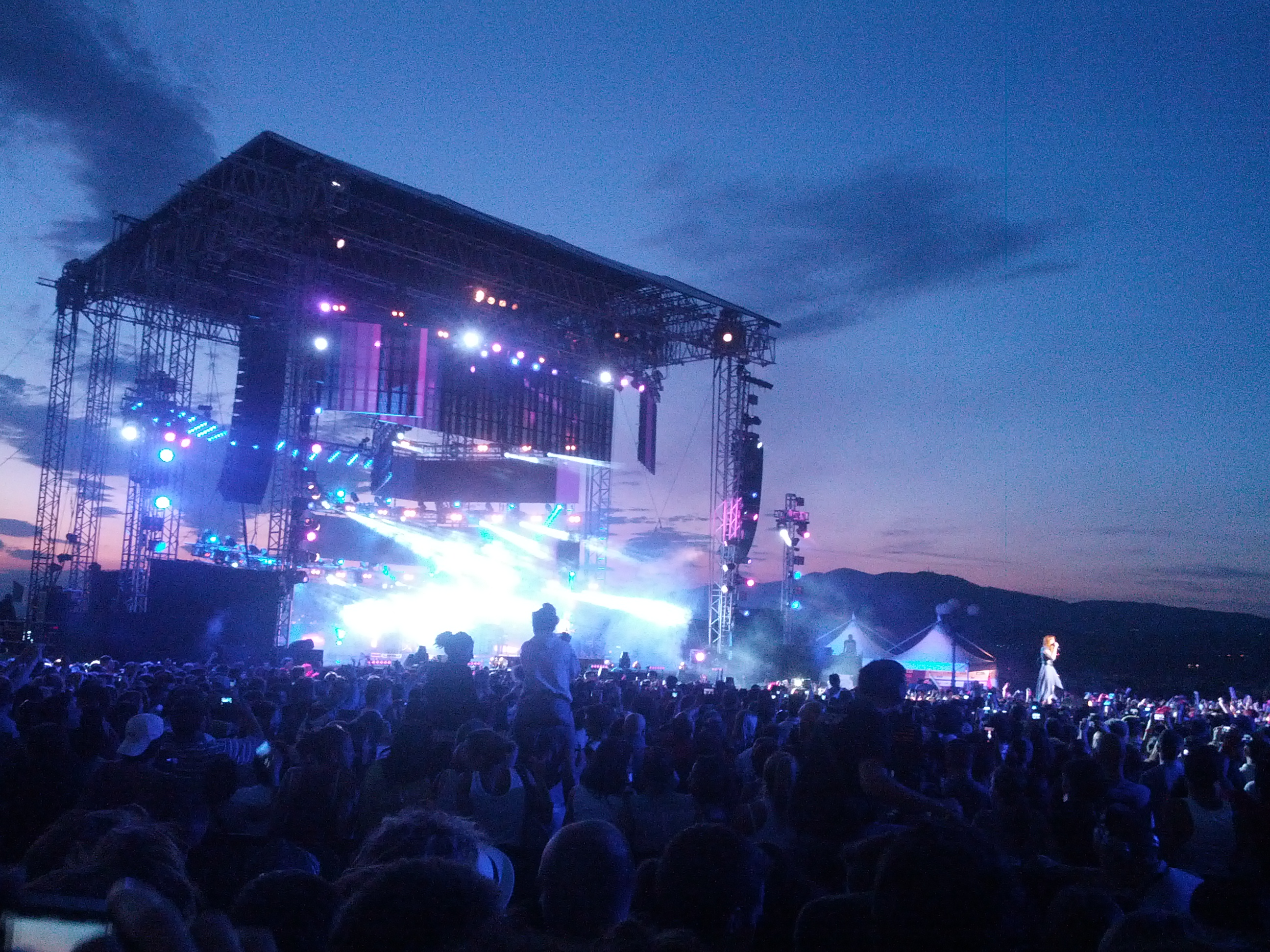
Il palco degli MTV Awards 2013

Gli MTV Awards 2013 sono stati trasmessi da Firenze, Italia il 15 giugno 2013 in diretta da piazzale Michelangelo. Questa è la prima edizione degli MTV Awards.

## Esibizioni
- Chiara - Vieni con me
- Club Dogo - Sangue blu
- Emma - Amami
- Fedez - Alfonso Signorini (eroe nazionale)
- Gianna Nannini - Scegli me
- Guè - Bravo ragazzo
- Malika Ayane - Cosa hai messo nel caffè
- Marco Mengoni - Pronto a correre
- Max Pezzali - Tieni il tempo, L'universo tranne noi
- Moreno - Che confusione

## Categorie
| Wonder Woman | Best Band | Air Action Vigorsol Super Man                                                                                      |
| --- | --- | --- |
| - Emma - Kesha - Malika Ayane - Rihanna                                                                             | - One Direction - Club Dogo - Depeche Mode - Modà                                                                                        | - Marco Mengoni - Emis Killa - Fedez - Justin Bieber                                                               |
| Pepsi Best New Artist                                                                                               | Most Clicked Video | Best Energic Video                                                                                                 |
| - Baby K - Chiara - Clementino - Ensi                                                                               | - Call Me Maybe Lip Dub - Epic Fail Compilation, su youtube.com. - Gattini mania, su youtube.com. - Harlem Shake Remake, su youtube.com. | - will.i.am – #thatPOWER (feat. Justin Bieber) - Muse – Supremacy - Pink – Try - Psy – Gentleman                   |
| Best Fan | Instavip | LG Twitstar |
| - One Direction – Directioners - Justin Bieber – Beliebers - Marco Mengoni – Esercito - Lady Gaga – Little Monsters | - Fedez - Lena Dunham - Rihanna - Snooki                                                                                                 | - Emis Killa (@RealEmisKilla) - Carlotta Ferlito (@CarlottaFerlito) - Guè (@THEREALGUE) - Jovanotti (@lorenzojova) |
| Mirabilandia Best MTV Show                                                                                          | Best Movie | Sport Hero |
| - Ginnaste - Vite parallele - Calciatori - Giovani speranze - Il testimone - Mario - Una serie di Maccio Capatonda  | - The Twilight Saga: Breaking Dawn - Parte 2 - I 2 soliti idioti - Iron Man 3 - Scary Movie V                                            | - Carlotta Ferlito - Kobe Bryant - Leo Messi - Valentino Rossi                                                     |
| Best Tweet | Best Hashtag | |
| - @justinbieber - @ladygaga, su twitter.com. - @Iddio, su twitter.com. - @robertosaviano, su twitter.com.           | - #italialovesemilia - #ancoratu, su twitter.com. - #chiediloalpapa, su twitter.com. - #fourmoreyears, su twitter.com.                   | |

## Altri premi

### MTV Rock Icon
- Gianna Nannini

### Artist Saga
- Marco Mengoni
- Alessandra Amoroso
- Super Junior
- One Direction
- Emma
- Justin Bieber
- J-Ax
- Laura Pausini
- Angela Semerano
- Annalisa
- Fedez
- Valerio Scanu
- Little Mix
- Lady Gaga
- Demi Lovato
- Marco Carta

## Altri interventi
- Bruno Barbieri
- Cast di Calciatori - Giovani speranze
- Cast di Ginnaste - Vite parallele
- Cast di Mario
- Caterina Guzzanti
- Emis Killa
- Francesca Inaudi
- Manuel Pasqual
- Marco Belinelli
- Marica Pellegrinelli
- Pif
- Matteo Renzi